# 오마르 마르무시
오마르 칼레드 무함마드 마르무시(아랍어: عمر خالد محمد مرموش‎, 1999년 2월 7일~)는 이집트의 축구 선수로, 포지션은 공격수이다. 현재 프리미어리그의 맨체스터 시티와 이집트 국가대표팀에서 활동하고 있다.

## 구단 경력
마르무시는 2016년 7월 8일, 이집트 프리미어리그의 와디 데글라에서 3-2로 이긴 알이티하드와의 경기에서 교체로 들어가 프로 데뷔 전을 치렀고, 2017년 VfL 볼프스부르크 II로 이적하기 전까지 와디 데글라에서 16경기에 출전해 2골을 기록했다.

### FC 장크트파울리
2021년 1월 5일, 마르무시는 남은 시즌 동안 FC 장크트파울리로 임대되어, 21경기에 출전하여 7골을 기록했다.

### VfL 볼프스부르크
2021년 8월 30일, 마르무시는 시즌이 끝날 때까지 VfB 슈투트가르트로 임대되었다. 그는 데뷔 전에서 아인트라흐트 프랑크푸르트를 상대로 막판 동점골을 기록했다. 그는 이후 2021년 9월, 분데스리가 이달의 신인으로 선정되었다. 마르무시는 2022년 3월, 분데스리가 이달의 신인으로 선정되기도 했다. 그는 임대 기간을 마치고 VfL 볼프스부르크로 돌아와 21경기에서 3골을 기록했다.

### 아인트라흐트 프랑크푸르
2023년 5월 15일, 마르무시는 2023-24년 시즌을 앞두고 아인트라흐트 프랑크푸르트에 자유이적으로 합류하여 등번호 7번을 달게 될 것이라고 발표했다.

#### 2024–25년 시즌
마르무시는 9월에 6골 3도움을 기록하며 분데스리가 이달의 선수상을 수상했다. 그 달 동안 그는 전 소속팀인 VfL 볼프스부르크를 상대로 2-1 승리를 거두며 두 골을 넣었고, 보루시아 묀헨글라트바흐와 홀슈타인 킬과의 경기에서 결정적인 골을 넣으며 해리 케인을 제치고 리그 득점왕에 올랐다.
유로파리그에서 마르무시는 베식타시를 상대로 페널티킥을 성공시키고 슬라비아 프라하와 미트윌란을 상대로 프리킥 골을 넣는 등 중요한 공헌을 했다. 그의 세트피스 득점 능력은 11월에 열린 세 번의 연속 프리킥 골로 돋보였다. 그는 2024-25년 시즌 전반기를 15경기에 출전해 13골을 넣으며 두 번째 득점왕으로 마무리했다.

### 맨체스터 시티
2025년 1월 23일, 프리미어리그 클럽 맨체스터 시티는 마르무시와 4년 반 계약을 체결하고 5,900만 파운드의 이적료를 지불한다고 발표했다. 그는 1월 25일, 첼시와의 리그 홈 경기에서 3-1로 승리하며 클럽 데뷔 전을 치렀다. 2월 15일, 그는 뉴캐슬 유나이티드와의 홈 리그 경기에서 4-0으로 승리하며 맨체스터 시티의 첫 세 골을 넣었고, 이 골로 그의 첫 프로 해트트릭을 기록했다.

## 국가대표팀 경력
마르무시는 잠비아에서 열린 2017년 아프리카 U-20 네이션스컵 이집트 대표팀에 포함되었다. 그는 대회 동안 두 차례 출전했는데, 이집트는 조별 리그에서 탈락했다.
마르무시 역시 캐나다 시민권자로, 2021년 10월, 이집트 국가대표팀에 승선하기 전까지 캐나다 국가대표팀에 승선할 수 있었다.
2021년 10월 8일, 리비아와의 경기에서 마르무시는 이집트 축구 국가대표팀 데뷔 전을 치렀고, 팀은 1-0 승리를 기록했다.
2021년 12월 29일, 마르무시는 2021년 아프리카 네이션스컵에 참가할 이집트의 28인 명단에 이름을 올렸다. 그는 조별 리그 3경기에 모두 출전했고, 세네갈과의 결승전에서 4-2로 패한 결승전에서 4번의 녹아웃 동점을 모두 기록했다.
2022년 3월 19일, 세네갈과의 2022년 FIFA 월드컵 예선 3차전 경기에 소집되었으며, 두 경기에 모두 출전하여 이집트가 승부차기에서 3-1로 패배하여 월드컵 본선에서 탈락했다. 2022년 9월 27일, 라이베리아와의 친선 경기에서 선제골을 기록하며 팀의 3-0 승리에 기여했다.
2023년 3월 24일, 마르무시는 2023년 아프리카 네이션스컵 예선에서 말라위를 상대로 2-0 승리를 거두며 이집트의 두 번째 골을 넣었다. 나흘 후, 그는 같은 상대를 상대로 한 원정 경기에서 4-0 승리를 거두었다. 2023년 아프리카 네이션스컵에서 마르무시는 가나와의 2-2 무승부에서 동점골을 넣어 이집트가 16강에 진출하는 데 기여했다.

## 사생활
마르무시는 이집트 시민권 외에도 6년 동안 캐나다에 거주한 이집트계 캐나다인 부모님을 통해 캐나다 시민권을 보유하고 있으며, 이후 카이로에 정착했다. 그곳에서 마르무시는 자라면서 와디 데글라 유소년 아카데미에서 유소년 축구를 시작했다.
마르무시는 무슬림이다. 그는 종종 골을 넣은 후 수주드로 활동하는 모습을 볼 수 있다.